# 刑法犯罪二階理論
刑法犯罪二階理論為學說上用來判斷犯罪是否成立的學說之一，主要有不法和罪責兩大階段，因而被稱為二階理論。
二階論者認為，三階論中的構成要件該當性與違法性只是從不同面向去檢驗構成要件而已，拆解成兩階不具意義，應該合併檢驗。三階理論和二階理論的技術操作上大致相同，最大的不同點發生在處理容許構成要件錯誤的情況，但批評者認為二階論者將殺人與殺蚊子之行為二事等價評量，實有失當之處。
二階論者在臺灣以任教於輔仁大學及臺灣大學法律學院的黃榮堅教授為代表，除了黃榮堅教授之外，另有師從於之的中原大學法學院的徐偉群副教授、國立臺灣大學法律學院的周漾沂教授及薛智仁教授主張二階論的學說。

## 不法性
不法性，又叫做不法構成要件，指的是刑法（包括特別刑法）所明文規定的構成犯罪的要件。在犯罪二階理論中，不法構成要件分成正面不法構成要件（構成要件該當性）與負面不法構成要件（阻卻不法事由）兩個部分，就這方面與犯罪三階理論是相似的。

### 正面不法構成要件
所謂正面不法構成要件，指的就是刑法分則與特別刑法中所規定的各項罪名以及其構成要件。在罪刑法定原則的鐵律之下，任何人要被法院判決為有罪，都必須建立於該人有一個行為構成刑法明文的構成要件才行。
舉例來說，普通殺人罪的構成要件是「殺人」，在實務上被拆分成有「致人於死」的行為和有「故意」的主觀想法，同時被害人的死亡與加害人的行為之間要構成因果關係，這樣才能被判定有罪。因此，如果一個人被宣告普通殺人罪的有罪判決，法官必須在判決書中清楚的寫道該人的做出的哪個行為致被害人於死亡的結果（同時也要論證被害人的死亡結果與加害人的行為之間構成因果關係），同時也要論述出加害人的行為屬於故意，才能完整的導出加害人殺人罪有罪的結果。

### 負面不法構成要件
又稱容許構成要件，即阻卻違法事由

### 二階論對不法性論述的方式
二階論對不法性論述的方式並不像三階論將正面不法構成要件（構成要件該當性）與負面不法構成要件（阻卻違法事由）分開，而是合在一起論述。在二階論下，不法性是分成客觀不法與主觀不法的，而不管是正面不法構成要件負面不法構成要件，都必須同時經過主觀和客觀不法的檢驗後，才能被認為有不法性的構成。論述模式上和三階論最大的不同，在於行為人有阻卻不法事由的情形。

#### 客觀不法
要構成客觀不法，首先行為人必須要有客觀上的犯罪行為，這裡和三階論的客觀犯罪構成要件該當性是一樣的。不一樣的點在於，當行為人對其犯罪行為主張阻卻不法事由時，在客觀不法的地方就必須要檢驗行為人是否真的有客觀上阻卻不法的行為。例如行為人主張正當防衛，那麼就必須檢驗其是否有防衛的客觀行為存在，並檢驗其防衛行為客觀上是否有過當的情形；如果沒有客觀上的防衛行為，或是客觀上防衛過當，就不能以正當防衛為阻卻掉。

#### 主觀不法
要構成主觀不法，則行為人必須對於其犯罪行為有故意或過失。當行為人無故意或過失時，主觀不法就不會成立，法院應諭知無罪之判決。至於主觀不法如何構成，實務見解認為行為人必須對其行為有「知」的存在，也就是可以「預見」行為人的行為可能構成犯罪。當行為人對於其行為會造成犯罪的結果有預見可能性時，過失（主觀不法）就構成了。
至於故意的構成，則是除了「知」以外，還要加上「欲」的要素，也就是希望犯罪結果發生的想法。當行為人對其行為同時有達到「可以預見犯罪結果」並「希望其發生（直接故意）」或「發生不違反行為人本意（間接故意）」時，我們就可以說犯罪行為人構成主觀不法了。
然而，和客觀不法相同，如果行為人主張阻卻不法事由，在主觀不法的地方就必須檢驗其是否具有主觀上阻卻不法的想法。例如行為人主張正當防衛，那麼就必須檢驗其是否有防衛的主觀想法存在，如果行為人為該行為時根本沒有防衛的想法，在主觀上就不會構成阻卻不法，也就無法使用該事由把不法性阻卻掉。